# Finala Campionatului European de Fotbal 1980
Finala Campionatului European de Fotbal 1980 a fost ultimul meci al ediției din 1980 a Campionatului European de Fotbal, turneu organizat de UEFA pentru echipe naționale din Europa și ajuns la a șasea ediție. Finala s-a disputat pe Stadionul Olimpic din Roma, Italia, la data de 22 iunie 1980. Adversare au fost Belgia, ajunsă în premieră în finala competiției, și Germania de Vest, la a treia finală consecutivă.
Finala a fost arbitrată de românul Nicolae Rainea. În tribune s-au aflat 47.860 de spectatori.
EURO 1980 a fost prima ediție cu opt echipe participante care au fost împărțite în două grupe. Belgia, care se calificase la turneul final după ce câștigase grupa preliminară, a fost repartizată în Grupa 2 la turneul final, unde a încheiat pe locul întâi după o victorie în fața Spaniei și remize cu Anglia și Italia. A avut același punctaj cu Italia și același golaveraj, +1, dar mai multe goluri marcate, astfel că a ocupat prima poziție. Germania de Vest a câștigat de asemenea grupa preliminară, apoi a ocupat locul 1 în Grupa 1 a turneului final, cu victorii în fața Cehoslovaciei și Olandei și egal cu Grecia.
În finală, Germania de Vest a deschis scorul în minutul zece prin Horst Hrubesch, după o pasă lobată a lui Bernd Schuster care a săltat mingea peste Eric Gerets. În minutul 75, Uli Stielike l-a faultat în careu pe François Van der Elst, iar René Vandereycken a transformat penaltiul acordat. Cu 90 de secunde înainte de finalul timpului regulamentar, Karl-Heinz Rummenigge a executat un corner, iar Hrubesch  a reluat cu capul în poartă, aducând al doilea titlu european pentru RFG.

## Detaliile meciului
| Belgia                  | 1–2    | Germania de Vest  |
| ----------------------- | ------ | ----------------- |
| Vandereycken 75' (pen.) | Raport | Hrubesch 10', 88' |

| Belgia | Germania de Vest |

| P            | 12 | Jean-Marie Pfaff      |     |
| FD           | 2  | Eric Gerets           |     |
| FC           | 4  | Walter Meeuws         |     |
| FC           | 3  | Luc Millecamps        | 35' |
| FS           | 5  | Michel Renquin        |     |
| MD           | 6  | Julien Cools (c)      |     |
| MC           | 8  | Wilfried Van Moer     |     |
| MC           | 7  | René Vandereycken     | 55' |
| MS           | 17 | Raymond Mommens       |     |
| A            | 9  | François Van der Elst | 89' |
| A            | 11 | Jan Ceulemans         |     |
| Selecționer: |    |                       |     |
| Guy Thys     |    |                       |     |

| P            | 1  | Toni Schumacher       |     |     |
| L            | 15 | Uli Stielike          |     |     |
| FC           | 5  | Bernard Dietz (c)     |     |     |
| FC           | 4  | Karlheinz Förster     | 59' |     |
| FD           | 20 | Manfred Kaltz         |     |     |
| FS           | 2  | Hans-Peter Briegel    |     | 55' |
| MC           | 6  | Bernd Schuster        |     |     |
| MC           | 10 | Hansi Müller          |     |     |
| MO           | 8  | Karl-Heinz Rummenigge |     |     |
| A            | 9  | Horst Hrubesch        |     |     |
| A            | 11 | Klaus Allofs          |     |     |
| Schimbări:   |    |                       |     |     |
| M            | 3  | Bernhard Cullmann     |     | 55' |
| Selecționer: |    |                       |     |     |
| Jupp Derwall |    |                       |     |     |